# Hinde Nunataks
Hinde Nunataks är en nunatak i Antarktis. Den ligger i Västantarktis. Argentina, Chile och Storbritannien gör anspråk på området. Toppen på Hinde Nunataks är 1 259 meter över havet.
Terrängen runt Hinde Nunataks är lite kuperad.  Trakten är obefolkad. Det finns inga samhällen i närheten.